# Compigny
Compigny é uma comuna francesa na região administrativa de Borgonha-Franco-Condado, no departamento de Yonne. Estende-se por uma área de 8 km². Em 2010 a comuna tinha 210 habitantes (densidade: 26,3 hab./km²).